# Kirjat Jam
Kirjat Jam (Hebreeuws: קִרְיַת יָם, Arabisch: كريات يام ) is een stad in Israël. Het ligt in het district Haifa, 12 km ten noorden van Haifa.